# William Compton (1er comte de Northampton)
Pour les articles homonymes, voir William Compton.
William Compton, 1er comte de Northampton, (décédé le 24 juin 1630), connu sous le nom de 2e baron Compton de 1589 à 1618, est un pair et homme politique anglais.

## Biographie
Il est le fils de Henry Compton (1er baron Compton) et de Frances Hastings. Ses grands-parents maternels sont Francis Hastings (2e comte de Huntingdon) et Catherine Pole.
Il est Lord Lieutenant du Warwickshire et du Gloucestershire et Lord President des Marches et du Dominion du Pays de Galles. En 1618, il est créé comte de Northampton.
Il se marie en 1599 ou 1600 avec Elizabeth Spencer, fille de sir John Spencer qui a été maire de Londres en 1594. Ils ont deux enfants :
- Anne Compton (décédée en 1675), mariée à Ulick Burke, 1er marquis de Clanricarde
- Spencer Compton (2e comte de Northampton) (1601-1643)

## Tournoi du Prince Henry
William Compton participe aux tournois du jour de l'accession à la cour royale à partir de 1589. Quand Henri-Frédéric Stuart est nommé prince de Galles en 1610, William se distingue lors du tournoi. Il s'est habillé en chevalier de berger et s'est assis dans un « bâti » spécialement construit pour accepter les défis.
La tonnelle du berger a été conçue par Inigo Jones. L'historien Roy Strong identifie cette performance comme un renouveau des thèmes pastoraux élisabéthaine, liés au chevalier berger Phillisides de Philip Sydney de Arcadia.